# Shirli
Shirli (hebräisch: שִׁירְלִי) ist ein weiblicher Vorname.

## Herkunft und Bedeutung
Der Name bedeutet im Hebräischen Lied für mich.

## Bekannte Namensträger
- Shirli Levi (* 1996), israelische Schauspielerin
- Shirli Volk (* 1983), deutsche Schauspielerin